# Hymenophyllum scopulorum
Hymenophyllum scopulorum är en hinnbräkenväxtart som beskrevs av Rumsey och F.J.Roberts. Hymenophyllum scopulorum ingår i släktet Hymenophyllum och familjen Hymenophyllaceae. Inga underarter finns listade.